# Ptychadena straeleni
Espèce
Synonymes
- Rana straeleni Inger, 1968

Statut de conservation UICN

 LC  : Préoccupation mineure
Ptychadena straeleni est une espèce d'amphibiens de la famille des Ptychadenidae.

## Répartition
Cette espèce est endémique du centre de l'Afrique. Elle se rencontre :
- dans le centre du Cameroun ;
- dans le nord-est de la République démocratique du Congo.

## Étymologie
Son nom d'espèce lui a été donné en référence à Victor Van Straelen, paléontologue belge.

## Publication originale
- Inger, 1968 : Amphibia. Exploration du Parc National de la Garamba, Mission H. de Saeger, Bruxelles, vol. 52, p. 1-190.